# Кременчугский национальный университет имени Михаила Остроградского
Кременчугский национальный университет имени Михаила Остроградского (КрНУ) (укр. Кременчуцький національний університет імені Михайла Остроградського) — единственный классический университет в Полтавской области, в котором обучается более 4000 студентов. Основан в 1921 году.

## История
Истоки Кременчугского национального университета (КрНУ) имени Михаила Остроградского достигают 1921 года , когда был основан в Кременчуге первое высшее учебное заведение. Это были Кременчугские высшие педагогические курсы с украинским языком преподавания. По правовому статусу их приравняли к техникумов, считались высшими учебными заведениями.
Позже с 1925 года курсы реорганизовываются в Кременчугский педагогический техникум, в котором на дневном и вечернем курсах и трех отделениях: дошкольном, школьном и коммунистического детского движения готовили воспитателей детских дошкольных учреждений, учителей начальных классов и пионервожатых.
 В сентябре 1930 года постановлением Совета Народных Комиссаров Украины на этой же базе открывается Кременчугский институт социального воспитания. В институте был один - школьный факультет в составе четырех отделений: агробиологического, литературного, технико-математического и историко-экономического из дневной, вечерней и заочной формам обучения.
В марте 1939 года было принято решение о реорганизации учительского института в педагогический. На сентябрь 1940 года в учительском институте обучалось на дневной и заочной формами обучалось 942 студента. В педагогическом институте на первом курсе - 208 студентов. Работало более 100 преподавателей, среди них два профессора.
Таким образом, первое высшее учебное заведение в городе Кременчуг существовал с сентября 1921 по июнь 1941 года. К сожалению, вторая мировая война прервала процесс развития высшего образования города. И только в 1960 году высшее образование и городе начала восстанавливаться созданием общетехнического факультета Полтавского института инженеров сельскохозяйственного строительства.
В 1972-м — факультет подчиняют Харьковскому автодорожному институту. На то время он насчитывал 854 студента, учебный процесс которых обеспечивали 24 преподавателя, среди них было семь доцентов.

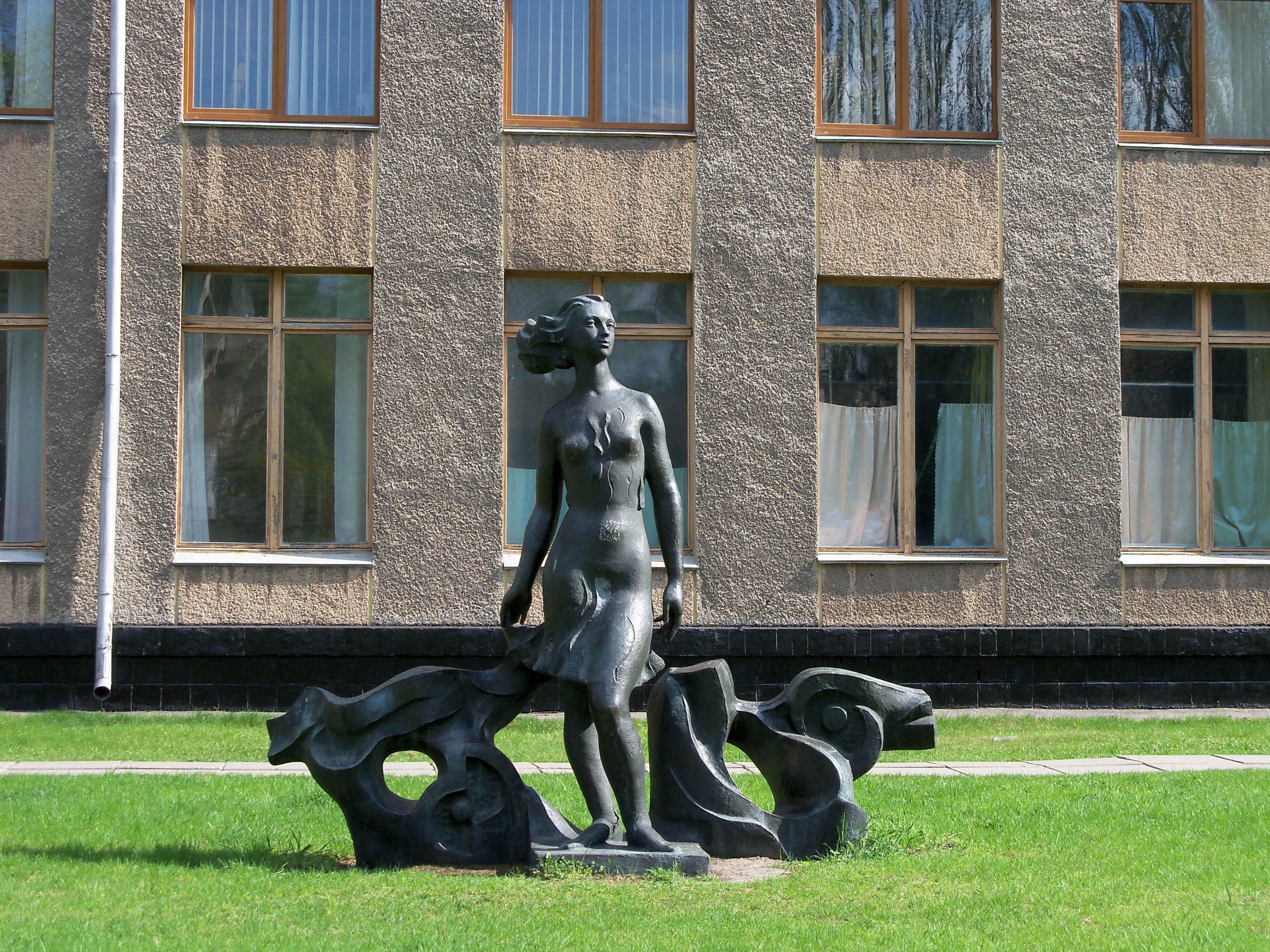
Памятник возле Кременчугского национального университета

К 1974 году количество студентов выросло в 2,5 раза, а штат преподавателей увеличился втрое. В этом году Кременчугский ОТФ реорганизуют в Кременчугский филиал Харьковского государственного политехнического института. В работе филиала выделяются два периода: подготовка специалистов без отрыва от производства с вечерней и заочной формами обучения (1974—1989 гг.) и открытие дневного отделения (1989—1997 гг).
21 августа 1997 года Кабинет Министров Украины принял Постановление «О создании Кременчугского государственного политехнического института» на базе Кременчугского филиала Харьковского государственного политехнического университета, Крюковского машиностроительного и Кременчугского автомеханического техникумов. Его первым ректором был избран профессор, заслуженный работник народного образования Украины, почетный гражданин г. Кременчуга Владимир Елисеевич Маслов, который стоял у истоков создания института. Структуру института составили семь факультетов и 17 кафедр. Через три года он был реорганизован в Кременчугский государственный политехнический университет, а еще через год аккредитован как высшее учебное заведение III уровня аккредитации, что стало признанием высокого уровня организации учебно-воспитательного процесса, качества подготовки специалистов, научных исследований. Основным задание высшего учебного заведения стало обеспечение промышленных предприятий города и Центрального Приднепровья высококвалифицированными специалистами, сформировав техническую элиту региона.
В 2001 году университету присуждена награда Европейского комитета общественных организаций — Золотая медаль за победу в номинации «Университет XXI века». В этом же году он стал лауреатом Международного академического рейтинга популярности и качества «Золотая фортуна» в номинации «Качество третьего тысячелетия» с вручением Диплома и Серебряной стелы. В январе 2002 года КГПУ стал лауреатом рейтинга «Сто лучших предприятий Украины» в номинации «Образование».
Согласно Закону Украины «О высшем образовании» в ноябре 2002 года состоялись первые выборы нового ректора. Коллектив большинством голосов из числа нескольких претендентов выбрал на эту должность Михаила Васильевича Загирняка — заслуженного деятеля науки и техники Украины, доктора технических наук, профессора, мастера спорта по альпинизму.
21 апреля 2006 года состоялось заседание Государственной аккредитационной комиссии, которая рассмотрела все представленные документы и экспертные заключения и, учитывая достигнутый уровень и высокую динамику развития, приняла решение о предоставлении Кременчугскому государственному политехническому университету статуса высшего учебного заведения IV уровня аккредитации.
В 2007 оргкомитет Международной выставки «Современное образование в Украине», возглавляемый министром науки и образования Украины Станиславом Николаенко и президентом АПН Украины Василием Кременем, удостоил КГПУ почетного звания «Лидер современного образования». Очевидно, за годы самостоятельного существования КГПУ сделал очень важный шаг вперед, удвоив, а то и утроив интенсивность процесса своего становления.
Распоряжением Кабинета Министров Украины № 92-р от 7 марта 2007 года Кременчугскому государственному политехническому университету присвоено имя великого математика Михаила Остроградского .
В августе 2009 года, согласно распоряжению Кабмина (от 5 августа 2009 года № 919-р) КГПУ стал первым на Полтавщине классическим университетом.  
21 августа 2010 года Указом Президента Украины университету присвоен статус национального и постановлено далее именовать его — Кременчугский национальный университет имени Михаила Остроградского.
12 октября 2021 университет отметил столетний юбилей. Соответствующее решение о праздновании юбилея КрНУ приняла Верховная Рада Украины . Первым поздравил коллектив университета Президент Украины . На юбилейном заседании ученого совета КрНУ прозвучали поздравления от Национальной академии наук и Национальной академии педагогических наук, Министерства образования и науки Украины, отечественных и иностранных партнеров университета .

## Структура университета
Структура университета: 2 факультета, 2 института:
| Факультет/институт                                                             | Кафедры |
| ------------------------------------------------------------------------------ | --- |
| Учебно-научный институт электрической инженерии и информационных технологий    | Кафедра систем автоматического управления и электропривода Кафедра электротехники Кафедра компьютерной инженерии и электроники Кафедра автоматизации и информационных систем Кафедра информатики и высшей математики                    |
| Учебно-научный институт механической инженерии, транспорта и естественных наук | Кафедра машиностроения Кафедра автомобилей и тракторов Кафедра транспортных технологий Кафедра гражданской безопасности, охраны труда, геодезии и землеустройства Кафедра экологии и биотехнологий Кафедра здоровья человека и культуры |
| Факультет экономики и управления                                               | Кафедра экономики Кафедра учета и финансов Кафедра менеджмента Кафедра бизнес администрирования, маркетинга и туризма |
| Факультет права, гуманитарных и социальных наук                                | Кафедра фундаментальных и отраслевых юридических наук Кафедра психологии, педагогики и философии Кафедра гуманитарных наук, культуры и искусства Кафедра филологии и издательского дела Кафедра перевода                                |

## Научная деятельность
К приоритетным направлениям научно-практической деятельности КрНУ относятся: электромеханические системы и автоматизация; энергетика, электрические машины и аппараты; новейшие материалы и нанотехнологии; энерго- и ресурсосберегающие технологии; информационные системы и математическое моделирование; современные технологии в горном производстве, машиностроении и транспорте;  экологические биотехнологии и безопасность; землеустройство и кадастр; экономика и управление предприятиями, отраслями, национальным хозяйством; менеджмент, маркетинг и управление персоналом; бухгалтерский учет, финансы и денежное обращение.
Наиболее весомые результаты научной и научно-технической деятельности университета получено благодаря эффективной работе девяти научных школ . Для подготовки уровня кадров высшей специализации в университете действуют аспирантура по 12 специальностям PhD и докторантура по девяти специальностям, семь специализированных ученых советов по защите кандидатских диссертаций по двенадцати и докторских - по четырем специальностям . Ежегодно проходит защита четырех-пяти докторских и 30-35 кандидатских диссертационных работ.
Университет издает профессиональные научные журналы - четыре печатные «Вестник Кременчугского национального университета имени Михаила Остроградского», «Электромеханические и энергосберегающие системы», «Экологическая безопасность», «Современные ресурсоэнергосберегающие технологии горного производства»  и один электронный - «Инженерные и образовательные технологии» , которые индексируются в 14 наукометрических национальных и международных базах данных. Высокий уровень научных публикаций подтверждается индексом Хирша, который составляет 14.
Эффективность научных разработок подтверждает тот факт, что несколько лет подряд университет получает около семи миллионов гривен за предоставление научных услуг, в том числе за счет средств заказчика, национальных и международных грантов и тому подобное.

## Международное сотрудничество
Университет сотрудничает с 75 зарубежными ВУЗами и исследовательскими институтами в 25 странах, участвует в международных программах: ERASMUS+, TEMPUS, HORIZON 2020, OPEN WORLD, DAAD, FULBRIGHT.
С 1999 года КрНУ является членом Европейской ассоциации международного образования, с которой поддерживает тесные международные связи, а также Корпусом Мира США, Университетом техники и экономики Миттвайда, Боливарским государственным университетом, Университетом Антверпена, Северо-китайским научно-исследовательским институтом электроники и оптики, университетами Аннабы, Любляны, Люблина, Монса, Бумардеса. Ежегодно студенты, аспиранты и педагогический коллектив КрНУ приобретают передовой международный опыт благодаря участию в государственной программе Министерства образования и науки Украины «Обучение студентов и аспирантов, стажировки научных и научно-педагогических работников в ведущих высших учебных заведениях и научных учреждениях за рубежом»; Международном семинаре аспирантов в Гливице и Висле (Польша); открытых программах американских советов по международному образованию (США); магистерских и аспирантских программах университета Ланьчжоу (Китай); летней практике в Университете Матея Бела (Словакия); программах международного обмена Work and Travel (США) и Work and Travel (Германия).
Решением 10-го съезда Евроазийской ассоциации университетов от 19-20 апреля 2007 года Кременчугский национальный университет имени Михаила Остроградского принят в Евразийскую Ассоциацию Университетов (Euroasian Universities Association).
21 сентября 2007 года ректор Кременчугского государственного университета имени Михаила Остроградского профессор М. В. Загирняк подписал в Болонье (Италия) Великую Хартию Университетов (Magna Charta Universitatum).
24 октября 2007 года на Консилиуме Европейской Ассоциации Университетов (European University Association, Брюссель, Бельгия) во Вроцлаве (Польша) наш университет получил полное индивидуальное членство.
На Конгрессе Сети университетов стран Черноморского региона (Black Sea Universities Network) «Форум высшего образования» (Киев, 5-8 апреля 2008 г.) КрНУ вошел в состав этой международной организации.

## Награды и репутация
На сегодня КрНУ занимает второе место среди ВУЗов Украины по количеству призеров Всеукраинского конкурса студенческих научных работ и шестое место по количеству призеров на Всеукраинских конкурсах; пятое место в ТОП-10 ВУЗов Центрального региона Украины и первое место среди ВУЗов Полтавской области; 38-е место из 269 в консолидированном рейтинге ВУЗов по данным интернет-ресурса OSVITA.UA «Высшие учебные заведения Украины в 2016 году» и 56-е место в ТОП-200 лучших ВУЗов Украины по данным кафедры UNESCO.
Университет постепенно приобретает признание в мире, что подтверждают различные мировые рейтинги: QS World University Rankings (один из 28 украинских ВУЗов, включенных в рейтинг); Топ-200 университетов стран Европы с переходной экономикой и стран Центральной Азии (один из 14 украинских университетов, включенных в рейтинг); рейтинг WEB of Universities WEBOMETRICS (53-е место среди 342 украинского университета); рейтинг «SCIVERSE» по данным международной науковометричной базы данных SCOPUS (48-е место среди 136 университетов Украины). КрНУ имеет более 70 международных патентов и сертификатов авторских прав.
С 2005 года университет принимает активное участие в ежегодной международной выставке «Современное образование Украины», где трижды отмечен бронзовыми медалями (2006-2008 гг.), удостоен звания «Лидер современного образования» (2008), в 2009 году завоевал золотую медаль за высокие достижения в научной и педагогической деятельности. В 2010 году арсенал наград пополнился еще одной золотой медалью в номинации «Внедрение достижений педагогической науки в образовательную практику». КрНУ является неоднократным и многолетним участником Международной выставки «Инноватика в современном образовании». Наш университет неоднократно получал награды и отличия за участие в конкурсных номинациях, начиная с начала основания этого мероприятия, золотые и серебряные медали, а в последнее время ученые университета неизменно получают Диплом лауреата первой степени.
С 2011 года университет принимает участие в международной выставке «Современные учреждения образования». За это время получено много наград, в том числе: в 2013 году - Гран-при «Лидер высшего образования» и Сертификат «Качество научных публикаций» по данным SciVerseScopus; в 2014 году - Гран-при «Лидер международной деятельности»; в 2015 году - Гран-при «Лидер научной и научно-технической деятельности» и Сертификат «Качество научных публикаций»; в 2016 году - Гран-при «Лидер научной и научно-технической деятельности», золотую медаль за работу представленную на конкурс по тематической номинации «Международное сотрудничество как неотъемлемая составляющая инновационного развития национального образования и науки» и Сертификат «Качество научных публикаций»; 2017 - Гран-при «Лидер международной деятельности», золотую медаль за работу представленную на конкурс по тематической номинации «Компетентностный подход - основа качества содержания учебно-воспитательного процесса в учебных заведениях» и Сертификат «Качество научных публикаций».